# Pont de Mananjary
Die Pont de Mananjary, auch Pont d’Anjilajila genannt, ist eine Straßenbrücke in der Provinz Fianarantsoa von Madagaskar. Sie führt die Route nationale 25 über den Fluss Mananjary. Die Stadt Mananjary liegt in 15 km Entfernung am Meer.
Die Pont de Mananjary war eine der drei Hängebrücken, die in den Jahren 1931 bis 1934 von dem französischen Unternehmen G. Leinekugel Le Cocq et Fils in Larche im Département Corrèze hergestellt, in Einzelteilen nach Madagaskar verschifft und dann mühsam zur Baustelle transportiert wurden. Die zwei weiteren waren die Pont de la Kamoro und die Pont de Betsiboka.
Diese drei Brücken waren die ersten französischen Brücken, die aus einem damals neuen rostfreien Stahl hergestellt und nicht genietet, sondern geschweißt wurden.
Die Pont de Mananjary ist zuletzt 2020 renoviert worden, davon abgesehen aber noch in ihrem Originalzustand.